# 社会方言
社會方言（英語：social dialect），為被社會中某一特定群體所使用的詞彙、文法，社會方言反映一個個體的社會背景會影響其對於語言的使用。許多的社會因素像是社經地位、教育程度以及年齡，都會型塑出社會方言，因此通常無法輕易辨別某一特定因素對語言使用的影響，以及生活在同一個社會群體的人們是否會擁有不同的社會方言。

## 研究
「社會方言」一詞源於社會語言學，是關於語言使用是如何被社會因素影響的研究。方言學家們長期以來研究地區的不同對語言變化所帶來的影響，也就是所謂的地域方言。然而在二十世紀中葉，一些社會語言學家開始對於語言變化亦可成為社會與文化背景的產物感到興趣，方言因此發展出兩種不同的主要類型：地域方言與社會方言。
人類學家研究社會方言時會使用以下三種方法： （一）民族誌研究：透過實際參與觀察與田野調查去了解方言使用的背景。 （二）社會語言學採訪：包括結構化與半結構化的訪談，使研究者能夠探討社會方言的使用動機與意義。 （三）語料庫分析：這是對語料庫（無論是文字或聲音）中的語言所做的系統性研究，使學者可以辨識社會方言的型態。

## 影響因子
許多的社會因素都會同時影響人們的方言，而以下是在分析社會方言時，發現會影響社會方言形成的六種因素：

#### 年齡
因為流行語句會隨著時間改變而影響社會方言，因而不同年齡層會使用不同的社會方言，青少年們也傾向於創造老一輩們不太會使用的新俚語（不正式、縮短的語句），例如：美國有些老年人會稱呼冰箱為，現在大多數人們則稱其為。語言的使用也會隨著年齡增長而成熟，在專業環境中的成年人不能像年輕人般經常使用非正式語言；而老一輩對於如何語言達成不同目的，以及如何適應不同社會背景也有近一步的理解。

#### 教育
教育程度通常與社經地位有關聯，且對社會方言有顯著的影響，教育程度低的兒童，尤其是年紀小的兒童，在學習語言的路上會比其他年齡層的兒童更慢，因此他們需要花更長的時間，去發展高級的單詞以及了解複雜的句法結構。教育程度高的人則會運用更多正式的、高級詞彙，例如：進入大學甚至是研究機構的人，比起只擁有高中學歷的人會使用更技術性的詞彙。

#### 族群背景
族群群體或是一個人的歸屬會使語言的使用成形，此「族群」取決於他們的社會身分，與其他因素像是職業、宗教信仰與文化。而一個「族群」群體所使用的特定語言變體被稱為族群語言，例如行業語或黑話。

#### 性別
性別身分可以在一個人的人生中深深地影響其他社會因素，像是社會階級和教育程度，在過去女性受教權與工作權較不受保障的時代，女性的用語可能就會與男性有所不同，因此性別身分也可以影響語言模式。

#### 社經地位
社經階級為一影響社會方言最重要的社會因素，一個人的社會階級是基於其社經地位，也就是收入、財富、教育程度和職業等項目。在今日的美國，社會階級之間的財務差距非常大，使各階層的成員逐漸具有共同點，包括語言使用。在美國，人們通常分為以下六個社經階級： （一）上層階級：繼承許多世代財富的人。 （二）暴發戶：繼承僅僅一代到兩代財富的高收入族群。 （三）中產階級：從事專業的、「白領」的工作，像是老師、醫生、律師，這些人們通常具有大學學歷。 （四）工人階級：從事「藍領」工作，像是卡車司機、工廠工人，這些人們通常比大學教育經歷過更多技術性訓練。 （五）工作貧窮階級：教育程度低且從事低階工作的人。 （六）貧窮階級：教育程度低且從事兼職工作或其他低收入的工作，甚至失業的人。
依據人的階級，會使用不同的詞彙、俚語、句子結構與文法。例如：擁有更高社會階級的人有更多接受教育的機會，因此能夠學習先進的、更正式的語言特徵。同時，屬於低社會階級的人通常較少有機會受教育，因此他們的語言特徵中保留了許多舊式的語言特徵。處於低社會階層的人們其工作較能接受非正式的交談與俚語的使用，而白領上班族或身處上層以及菁英圈中的人通常不會接觸到這種環境，因此不同社會階層會使用不同的詞語和語法。

#### 職業
一個人的職業會影響其語言的使用，特別是與那個人的職業相關的特定詞彙。行業術語（特定職業所使用的單字與片語）會因職業的種類與等級有所不同，舉例來說：醫生使用許多醫學的行業術語，而這些術語是其他職業不會用到的。醫生縮短複雜的醫療術語來簡化與他人之間的溝通，其他職業像是律師則不會使用相同的術語，因此使用不同行業術語的人在溝通上會有困難。

## 實際例子
以下條列七個實際生活中社會方言的例子：
1. 檢驗用語（用來描述大體外貌特徵、損傷狀況、屍身變化的詞語）與醫療用語（包含病名、癥候、治療行為等與醫療相關的用詞）[4]
2. 各種宗教團體所使用的宗教詞 [4]
3. 具有強烈排他性、地下組織或其他團體所使用的黑話[5]
4. 長刨、短刨、平刨、邊刨等木工的行業用語 [5]
5. 行頭、場面、龍套等戲曲界行業用語 [5]
6. 譴責小說《官場現形記》中出現的官吏語言 [5]
7. 法國貴族的「沙龍語言」、「閨秀語言」[5]

## 對教育的影響
社會方言與教育的合作將能拓展出另一個研究領域，過去教育體系常常強調標準語言而忽視社會方言的價值與豐富性，因此，使用非標準方言的學生們，可能會在適應教育系統所立下的語言規範上受到挑戰，這引起了有關語言平等以及接納教育環境中語言多樣性的重要問題。
許多研究者支持在教育中，以更有包容性的方式去尊重語言多樣性，關鍵的措施包含下列三項： （一）雙語教育：鼓勵雙語教育可以幫助接納非標準之方言的使用者，促成一個擁有包容性的語言環境。 （二）教師訓練：老師們應該接受尊重語言多樣性的訓練，並在教學方法上進行調整、使學生們能接納非標準之方言。 （三）語言意識課程：這些課程能促進學生尊重和欣賞語言的多樣性。